# مونتانا ۷۹۷

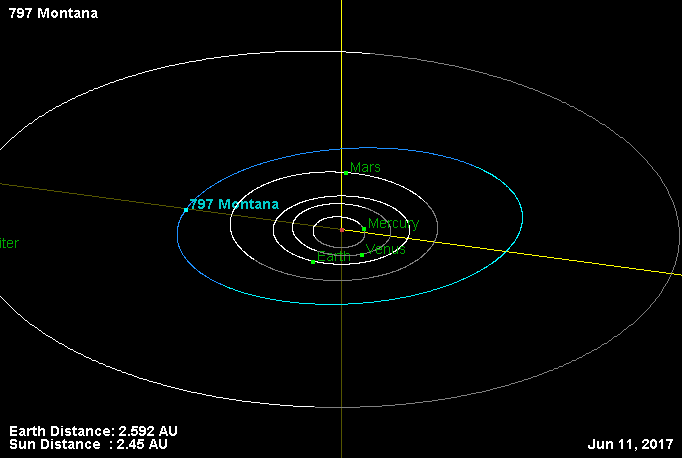
نمایی از محل قرارگیری سیارک مونتانا ۷۹۷ در مدار - ۲۰۱۷

سیارک ۷۹۷ (به انگلیسی: 797 Montana، نامگذاری:1914VR) هفتصد و نود و هفتمین سیارک کشف شده‌است که در ۱۷ نوامبر ۱۹۱۴ کشف شد.
قدر مطلق سیارک برابر ۱۰٫۳۴ است.